# Veterná Poruba
Veterná Poruba (maď. Szélporuba) je obec na Slovensku v okrese Liptovský Mikuláš. Obec se nachází ve střední části Liptovské kotliny severovýchodně od města Liptovský Mikuláš.

## Historie
První písemnou zmínku o obci nalezneme v listině z roku 1273. Až do roku 1848 byla obec ve vlastnictví rodu Okoličanyiů. Součástí obce byla také osada Svätý Štefan zničená počátkem 18. století, ve které kdysi stál kostel z 11. století, dnes archeologické naleziště.